# San Miguel (Paraguay)
San Miguel es una ciudad del Paraguay, en el Departamento de Misiones, ubicada a 178 km de la capital paraguaya, Asunción. Es conocida como la capital de la lana, ya que en esta localidad cada mes de junio se celebra el Festival del Ovecha Ragué (traducido al español como Festival de la lana).

## Geografía
Ubicada a 178 km al sur de Asunción, se llega a este distrito por la Ruta 1 “Mcal. Francisco Solano López”.

### Clima
En verano, la temperatura máxima es de 39 °C, la mínima en invierno, generalmente es de 0 °C. La media anual es de 21 °C.

## Inmigración Correntina
Una vez ocupada Asunción por los aliados, poco tiempo después el gobierno provisorio autorizó y legalizó la masiva entrada de los correntinos en territorio paraguayo. Muchos correntinos colaboraron con el héroe de la guerra Gral. Caballero, aportando tropas, armamentos y vituallas. Una vez listos, los combatientes desembarcaron en la mítica Humaitá y otro numeroso contingente se introdujo por aguas del río Tebicuary, uniéndose a los campamentos que esperaban en San Miguel y Paso Santa María (hoy Villa Florida) para llegar por el río Pirapó a Villarrica, circunstancia aprovechada por muchos correntinos para protagonizar una nueva emigración hacia el Paraguay.
Muchos correntinos que integraban las fuerzas vencedoras recogieron sus frutos, ya que el Centauro de Yvycuí, con el aumento de su poder político, fue gratificando a cada uno por su colaboración leal en la lucha personal por el poder. Casi todos los  correntinos se afincaron en Misiones y formaron sus hogares.